# أندرياس جونسون (لاعب هوكي الجليد)
أندرياس جونسون (بالسويدية: Andreas Johnson) (و. 1987  م) هو لاعب هوكي الجليد سويدي، ولد في يفله، مركز لعبه هو مهاجم ‏.

## روابط خارجية
- أندرياس جونسون على موقع دوري الهوكي الوطني (الإنجليزية)
- أندرياس جونسون على موقع EliteProspects.com (الإنجليزية)
- أندرياس جونسون على موقع Eurohockey.com (الإنجليزية)
- أندرياس جونسون على موقع HockeyDB.com (الإنجليزية)
- أندرياس جونسون على موقع Hockey-Reference.com (الإنجليزية)